# Tosa (ciudad)
Tosa (土佐市 Tosa-shi?) es una ciudad localizada en la prefectura de Kōchi, Japón. En junio de 2019 tenía una población estimada de 25.974 habitantes y una densidad de población de 284 personas por km². Su área total es de 91,50 km².

## Geografía

### Localidades circundantes
- Prefectura de Kōchi
  - Hidaka
  - Ino
  - Kōchi
  - Sakawa
  - Susaki

## Demografía
Según los datos del censo japonés, esta es la población de Tosa en los últimos años.
| 1995   | 2000   | 2005   | 2010   | 2015   |
| ------ | ------ | ------ | ------ | ------ |
| 30.723 | 30.338 | 30.011 | 28.686 | 27.038 |

## Relaciones internacionales

### Ciudades hermanadas
- Itatiba, Brasil – desde el 5 de agosto de 1989